# Manifestations de 2021-2025 en Birmanie
 (février 2021).
Si vous disposez d'ouvrages ou d'articles de référence ou si vous connaissez des sites web de qualité traitant du thème abordé ici, merci de compléter l'article en donnant les références utiles à sa vérifiabilité et en les liant à la section « Notes et références ».
Les manifestations de 2021-2025 en Birmanie sont un mouvement de résistance civile nationale survenus en Birmanie en opposition au coup d'État militaire organisé le 1er février 2021 par Min Aung Hlaing, le commandant en chef du Tatmadaw, et qui a renversé la conseillère spéciale de l'État (chef du gouvernement, de facto) Aung San Suu Kyi et le président de la République Win Myint, tous deux arrêtés par l'armée. Des centaines d’autres personnalités sont arrêtées dans le cadre de ce coup d’État.
Rapidement, des manifestants déploient des formes pacifiques et non violentes de protestation, qui incluent des actes de désobéissance civile, des grèves de travail, une campagne de boycott militaire, un concert de casseroles, une campagne de ruban rouge, des manifestations publiques et une reconnaissance formelle des résultats des élections par les élus. La couleur rouge, associée à la Ligue nationale pour la démocratie (NLD) d’Aung San Suu Kyi, est revêtue par de nombreux manifestants. Kabar Ma Kyay Bu (ကမ္ဘာ မ ကျေ ဘူး), une chanson popularisée comme l'hymne du soulèvement 1988, est revitalisée comme une chanson de protestation. Le salut à trois doigts est également largement adopté comme symbole de protestation, tandis que des internautes pro-démocratie rejoignent la Milk Tea Alliance, un mouvement de solidarité démocratique en ligne en Asie.
En réponse au mouvement de protestation croissant, le régime militaire adopte une série de contre-mesures, comme une coupure d'Internet et des réseaux sociaux, des coupures de courant dans les locaux de médias, la propagation de la désinformation, les ouvertures politiques aux partis politiques concurrents pour participer au nouveau Conseil administratif d'État (l'organe directeur intérimaire), le déploiement de contre-manifestants et instigateurs pro-militaires et le recours violent à la force pour réprimer les manifestations.
Fin juin 2022, 700 000 civils ont été déplacés, 14 000 arrêtés et au moins 2000 ont été tués lors de ces manifestations.

## Contexte
Le coup d'État de 2021 en Birmanie a commencé le matin du 1er février 2021 quand les membres démocratiquement élus du parti au pouvoir, la Ligue nationale pour la démocratie (LND), ont été destitués par la Tatmadaw (l'armée de la Birmanie) et le pouvoir conféré à une stratocratie, le Conseil administratif d'État. La Tatmadaw a déclaré l'état d'urgence d'un an et le pouvoir a été confié au commandant en chef des services de défense (en), Min Aung Hlaing. Le coup d'État a eu lieu la veille du jour de la prestation de serment des membres élus lors des élections générales de novembre 2020, empêchant ainsi la procédure de validation. Le président Win Myint et la conseillère d'État Aung San Suu Kyi ont été détenus, ainsi que des ministres et leurs députés et membres du Parlement.
Les États-Unis ont formellement déclaré que la prise de contrôle de l'armée était un coup d'État et ont promis de nouvelles sanctions pour les généraux derrière le putsch.

## Formes de résistance civile

### Mouvement de désobéissance civile et grèves

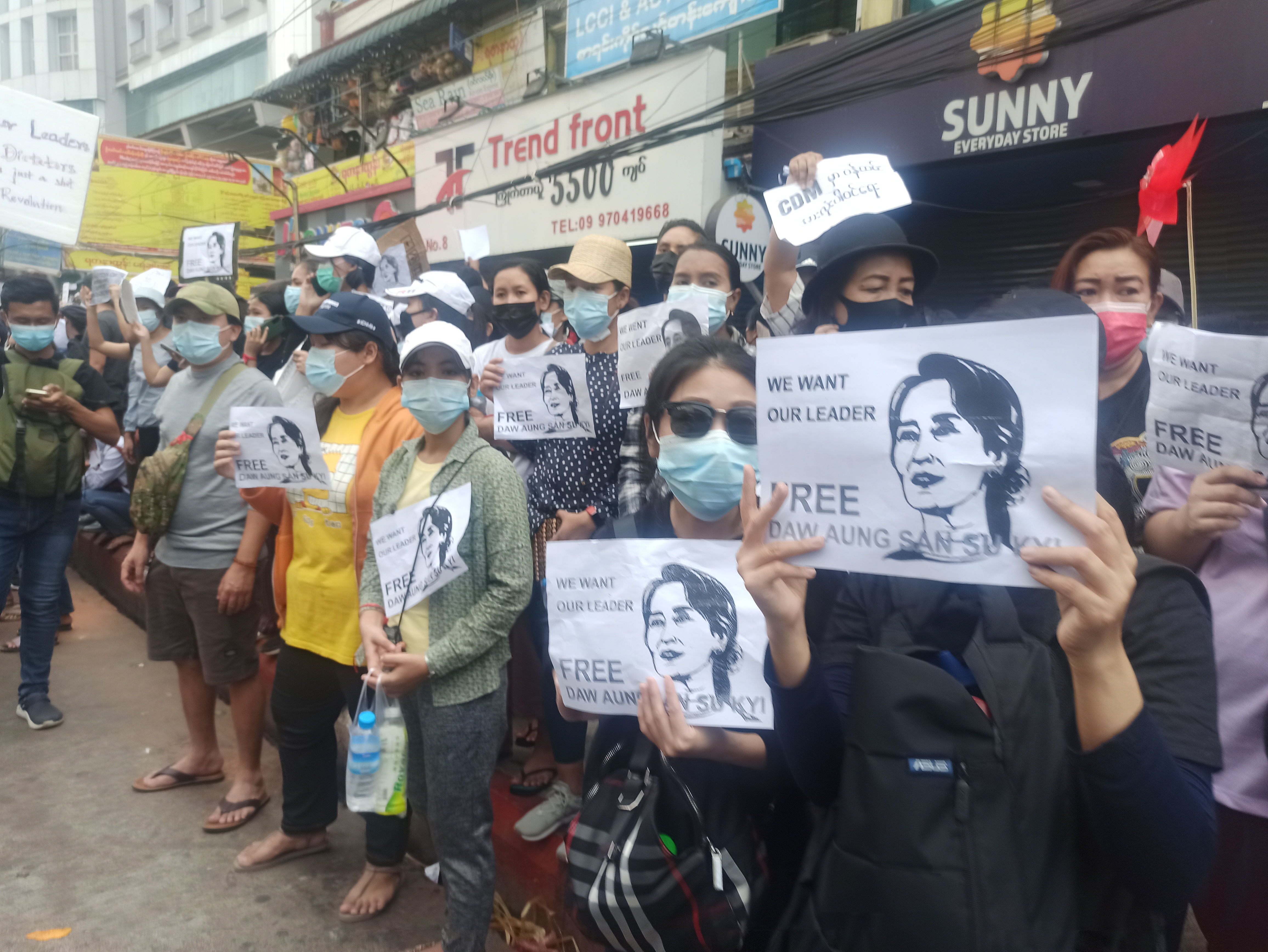
Des manifestants à Rangoun portant des pancartes indiquant Free Daw Aung San Suu Kyi le 8 février 2021

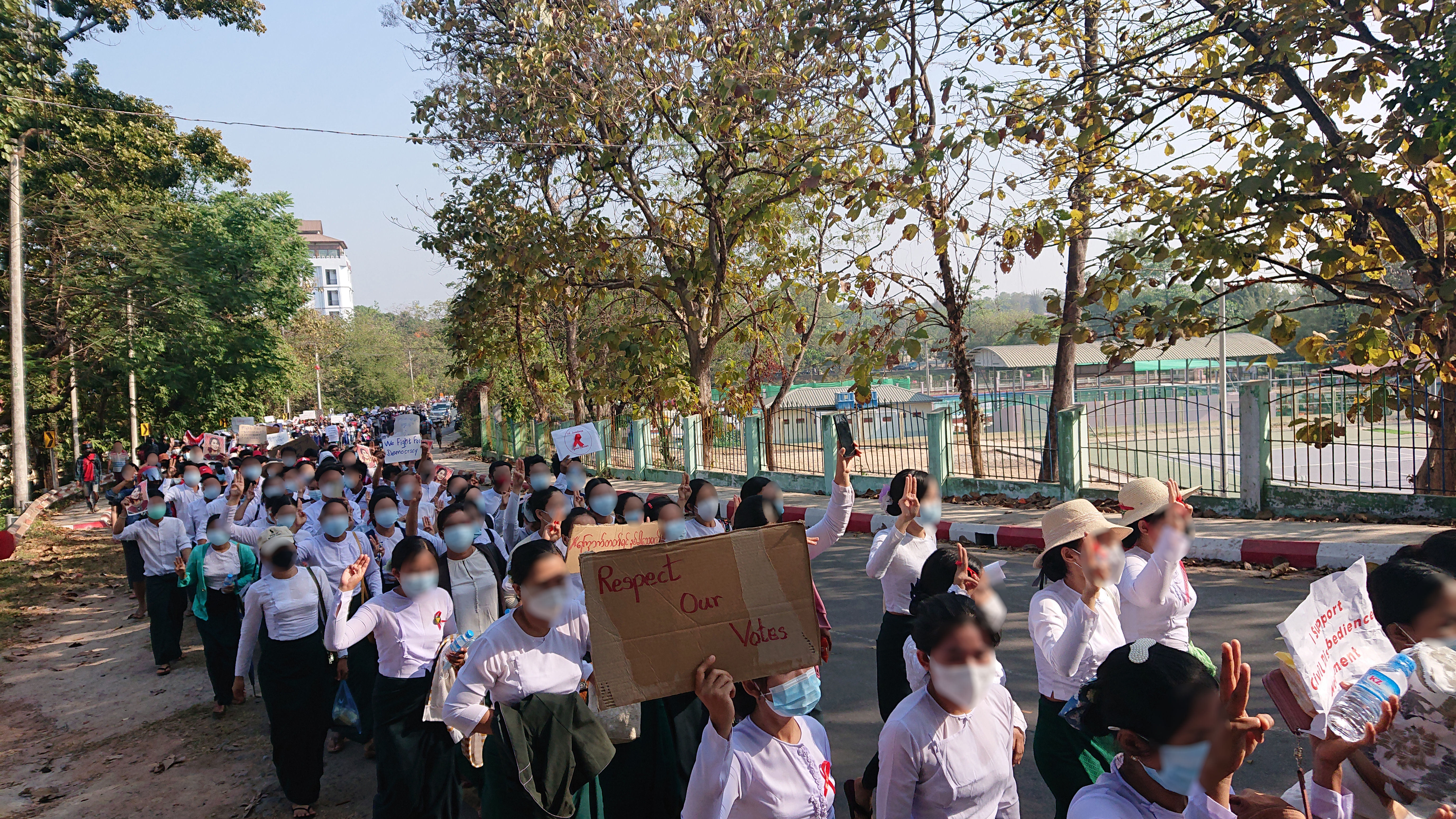
Un groupe d'enseignants en uniforme manifestant à Hpa-an le 9 février 2021.

Le 2 février 2021, des travailleurs de la santé et des fonctionnaires de tout le pays, y compris dans la capitale, Naypyidaw, ont lancé un mouvement national de désobéissance civile (အာဏာ ဖီ ဆန် ရေး လှုပ်ရှားမှု), en opposition au coup d'État. Un groupe de Facebook surnommé le "Mouvement de désobéissance civile" a attiré plus de 230 000 membres, depuis son lancement initial le 2 février 2021. Min Ko Naing, un leader du soulèvement 8888, a exhorté le public à adopter une position de « ni reconnaissance, ni participation » au régime militaire spécialiste du système de la fonction publique gouvernementale a estimé que le pays comptait environ un million de fonctionnaires et qu'environ les trois quarts d'entre eux avaient quitté leur emploi .

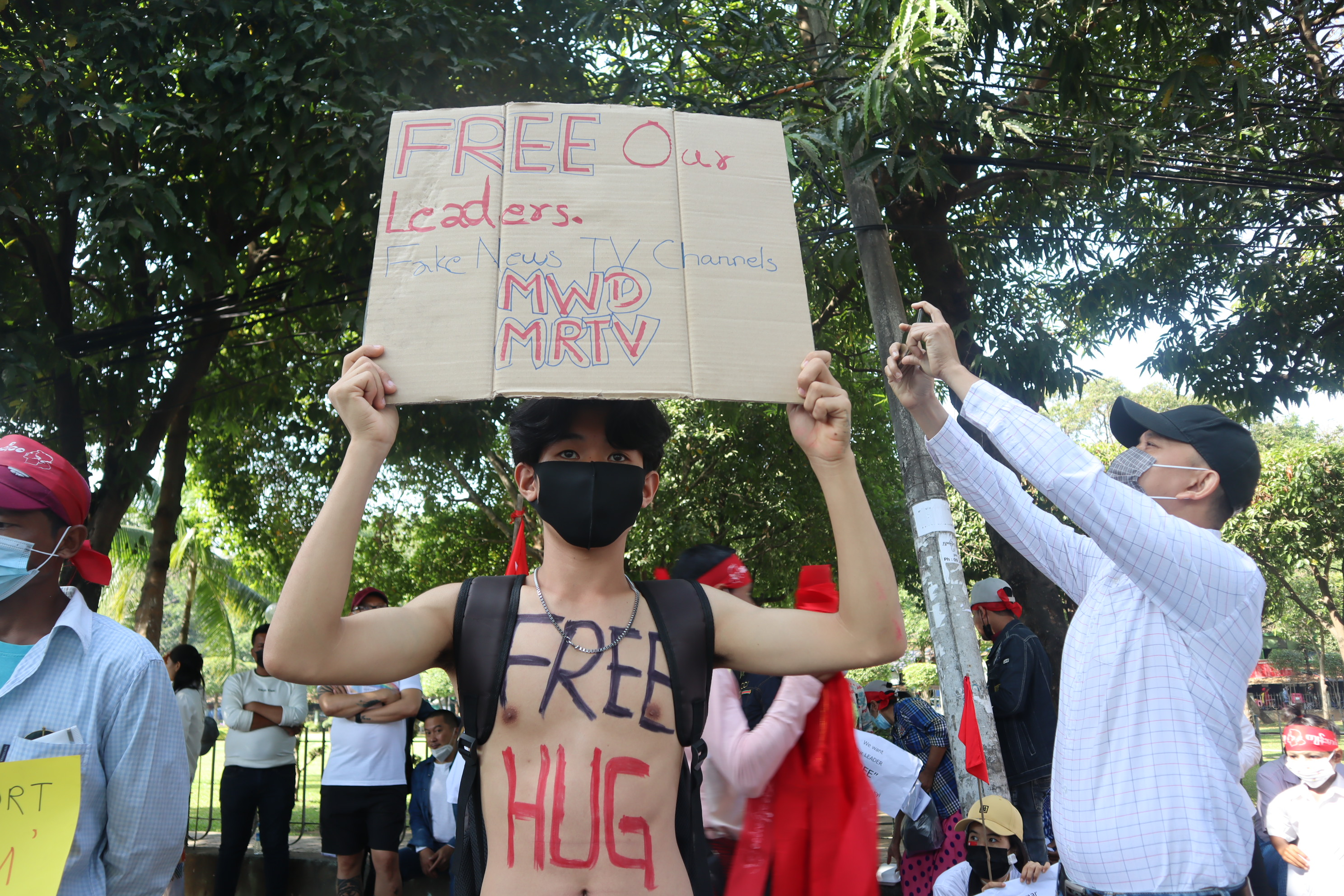
Un adolescent protestant contre le coup d'État militaire.

Les travailleurs de la santé de dizaines d'hôpitaux et d'institutions publiques ont lancé une grève du travail à partir du 3 février 2021. Au 3 février 2021, les travailleurs de la santé de plus de 110 hôpitaux et agences de santé ont participé au mouvement. Six des 13 membres du Comité de développement de la ville de Mandalay (en), dont le vice-maire Ye Mon, ont démissionné le 3 février 2021 pour protester contre le coup d'État. Les participants à la grève du travail ont été victimes d'intimidation et de menaces de la part de leurs supérieurs. Le 9 février 2021, la vaccination contre la Covid-19 a été suspendue et la plupart des hôpitaux du pays avaient fermé leurs portes.
Les grèves du travail se sont rapidement propagées à d'autres secteurs. Sept organisations d'enseignants, dont la Fédération des enseignants du Myanmar, forte de 100 000 personnes, se sont engagées à se joindre à la grève du travail. Le personnel du ministère des Affaires étrangères, anciennement dirigé par Aung San Suu Kyi, s'est également joint à la grève. Le 4 février 2021, à Naypyidaw, des fonctionnaires employés au ministère de l'agriculture, de l'élevage et de l'irrigation (en) ont organisé une manifestation. 
Le 5 février 2021, 300 mineurs des mines de cuivre de Kyisintaung ont rejoint le mouvement de grève. Le mineur Sithu Tun a déclaré que la grève se poursuivrait jusqu'à ce que « les dirigeants élus récupèrent leur pouvoir ». Au 5 février 2021, la grève de la fonction publique comprenait le personnel des secteurs administratif, médical et éducatif et les étudiants de « 91 hôpitaux publics, 18 universités et collèges et 12 départements gouvernementaux dans 79 cantons ». Nan Nwe, membre du département de psychologie de l'université de Rangoun, a déclaré : « Alors que nous apprenons aux étudiants à remettre en question et à comprendre la justice, nous ne pouvons pas accepter cette injustice. Notre position n'est pas politique. Nous ne défendons que la justice. » Lynn Letyar, chirurgienne à l'hôpital général de Lashio, a déclaré que la plupart des médecins et infirmières étaient en grève depuis le 3 février 2021. Le personnel de Myanmar National Airlines s'est également joint à la campagne de désobéissance civile.

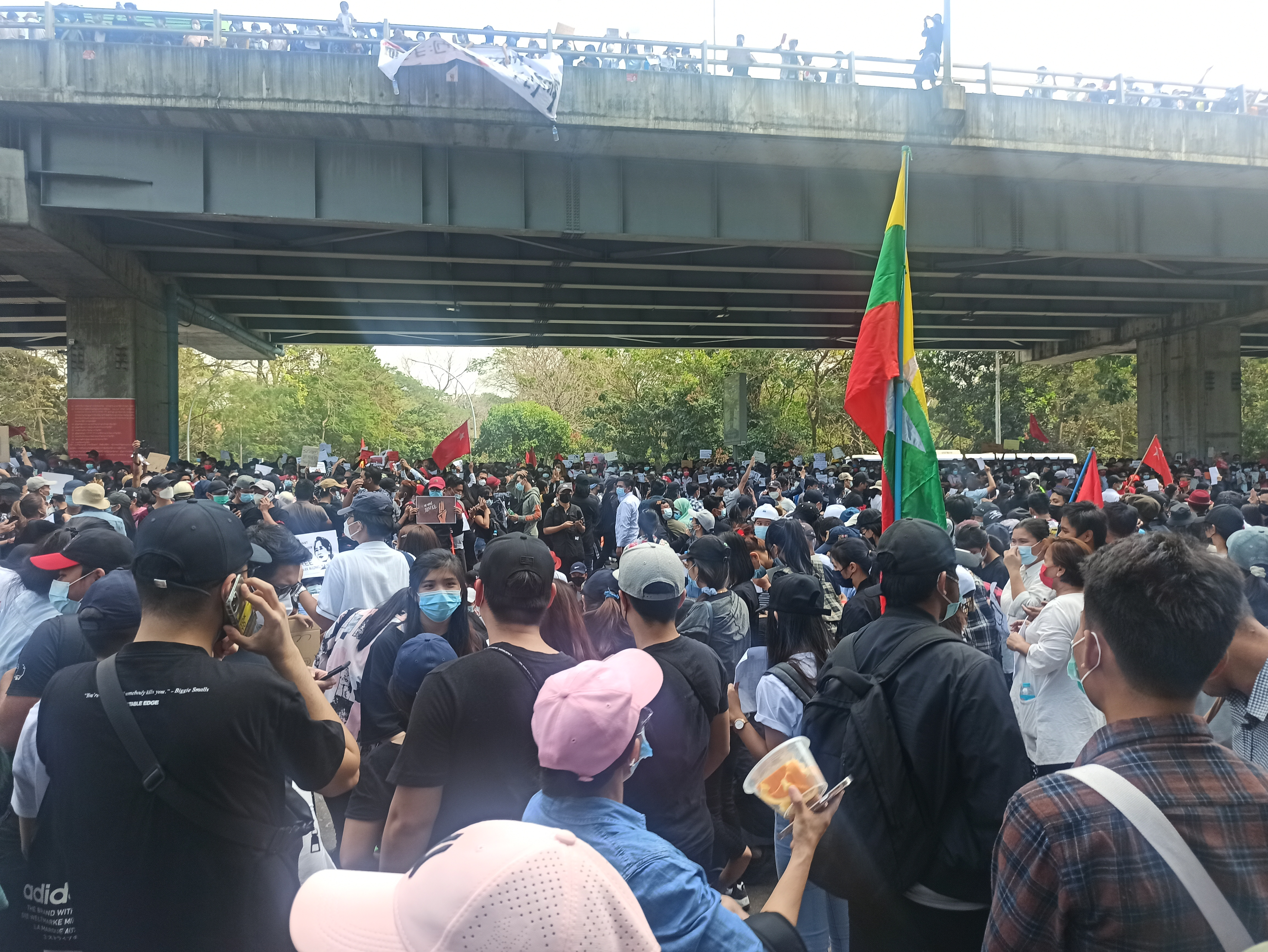
Manifestation sous le pont supérieur de Hledan.

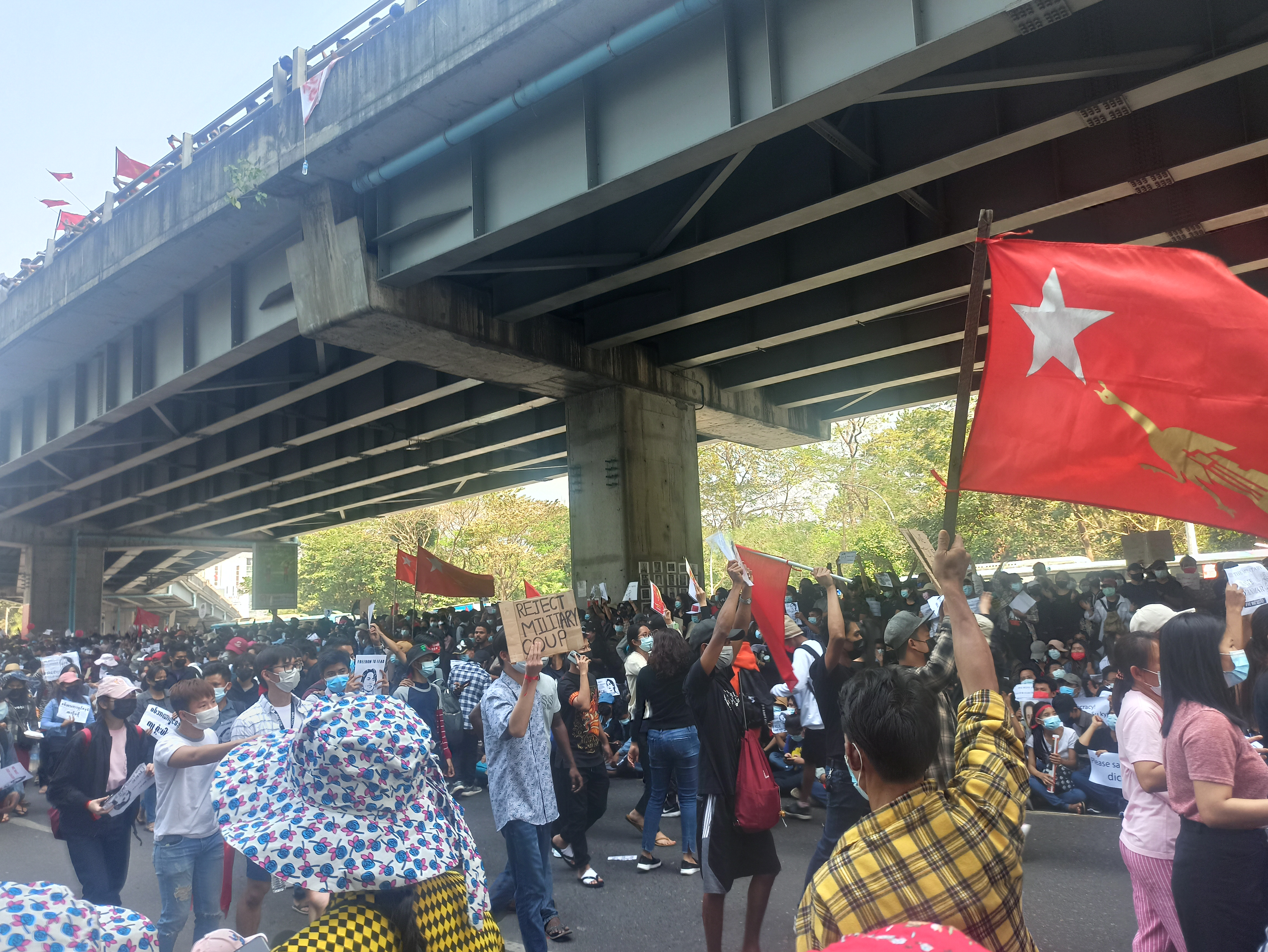
Manifestation à Hledan Junction à Rangoun.

Le 8 février 2021, on a appris que les journaux d'État Kyemon (en) et le Global New Light of Myanmar (en) avaient l'intention d'arrêter les publications pour protester contre le coup d'État. Le 8 février 2021, tous les travailleurs des chemins de fer du Myanmar ont participé au mouvement et ainsi, le transport ferroviaire est complètement arrêté. Le 8 février 2021, Kanbawza Bank (en) a temporairement fermé ses succursales en raison du manque de personnel résultant de la participation du personnel à la campagne de désobéissance civile. D'autres banques ont également été touchées par la participation du personnel à la campagne en cours. Le 9 février 2021, le personnel de la Banque centrale de Birmanie a rejoint le mouvement.
Le 9 février 2021, l'impact des activités du MDP a conduit le ministère de la Santé et des Sports (en) à publier un plaidoyer public dans le New Light of Myanmar, géré par l'État, demandant aux travailleurs de la santé de retourner au travail. Le 10 février 2021, le plus grand syndicat du Myanmar, la Confédération des syndicats du Myanmar (CTUM), a annoncé son intention de poursuivre les responsables du lieu de travail qui exercent des représailles contre les employés rejoignant le mouvement de désobéissance civile. Le 11 février 2021, Min Aung Hlaing a exhorté les fonctionnaires à mettre de côté leurs sentiments personnels et à retourner au travail. Le 16 février 2021, un porte-parole du ministère de l'Information a mis en garde les fonctionnaires participant au mouvement, avertissant que les autorités n'attendraient pas longtemps leur retour au travail.
Un certain nombre de groupes de pression de l'industrie, notamment l'Association de l'industrie mobile du Myanmar et l'Association des cosmétiques du Myanmar, ont suspendu la coopération avec les agences gouvernementales à la suite du coup d'État.
Selon le site Web du MDP 2021, 2 082 secteurs gouvernementaux de 24 ministères ont complètement rejoint le MDP et ont cessé de fonctionner.
À partir du 25 février 2021, les chauffeurs de camion ont également entamé une grève contre le coup d'État en refusant de transporter des marchandises depuis les quais des quatre principaux ports de Rangoun. Le co-secrétaire de la Myanmar Container Trucking Association a déclaré qu'il estime qu'environ 90% des 4 000 chauffeurs de la ville sont en grève et ont promis de ne livrer que de la nourriture, des médicaments et des tissus essentiels aux usines.

### Campagne de boycott
Le 3 février 2021, un mouvement de boycott national appelé « Stop Buying Junta Business » voit le jour, appelant au boycott des produits et services liés à l'armée birmane. Parmi les biens et services ciblés dans le portefeuille d'activités important de l'armée birmane, on trouve Mytel, un opérateur national de télécommunications, Myanmar Beer, Mandalay Beer et Dagon Beer, plusieurs marques de café et de thé, 7th Sense Creation (en), cofondée par la fille de Min Aung Hlaing, et des lignes de bus.
En réponse au boycott, 71 ingénieurs travaillant pour Mytel dans la région de Sagaing ont démissionné en signe de protestation. Certains points de vente au détail ont commencé à retirer la Myanmar Beer des magasins.
Le 5 février 2021, la Kirin Company a mis fin à sa coentreprise avec la société militaire Myanma Economic Holdings Limited (en) (MEHL). La coentreprise, Myanmar Brewery, produit plusieurs marques de bière, y compris la Myanmar Beer, et détient une part de marché de 80% dans le pays. La participation de Kirin avait été évaluée à 1,7 milliard de dollars américains. Le 8 février 2021, Lim Kaling, cofondateur de Razer Inc., a annoncé qu'il se départissait de sa participation dans une coentreprise avec une société de tabac singapourienne qui détient une participation de 49% dans Virginia Tobacco, un fabricant de tabac local majoritaire détenu par MEHL. Virginia Tobacco produit 2 marques de cigarettes locales populaires, Red Ruby et Premium Gold.

### Concert de casseroles
Depuis le début du coup d'État, les habitants des centres urbains tels que Rangoun ont organisé des concerts de casseroles, frappant des casseroles à l'unisson tous les soirs comme un acte symbolique pour chasser le mal, comme une méthode pour exprimer leur opposition au coup d'État. Le 5 février 2021, 30 personnes à Mandalay ont été accusées en vertu de l'article 47 de la Loi sur la police pour avoir utilisé des casseroles et des ustensiles de cuisine en guise de manifestations.

### Manifestations publiques

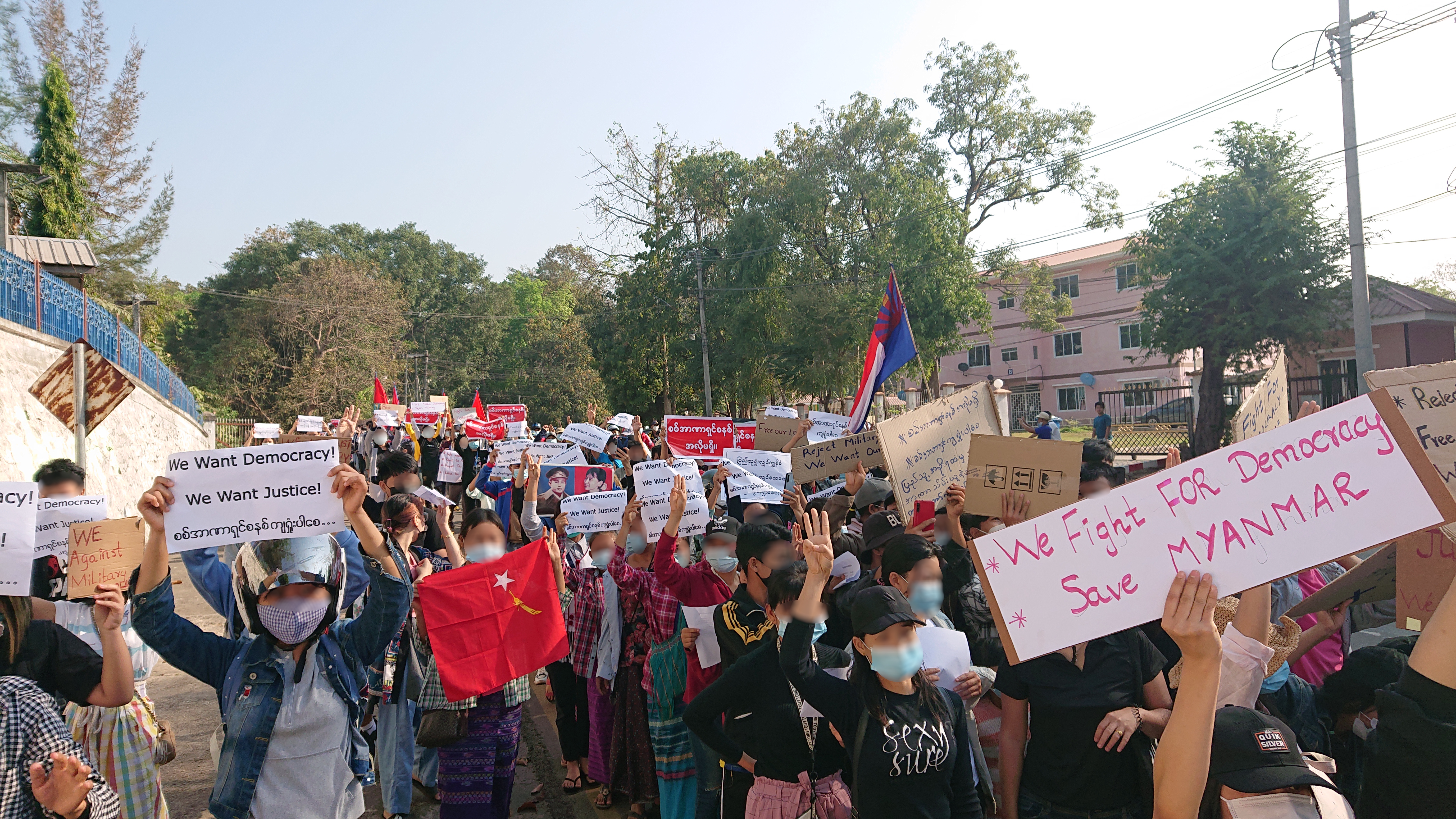
Des habitants de Hpa-an protestent contre le coup d'État militaire (9 février 2021).

Le 2 février 2021, certains habitants de Rangoun ont organisé un bref rassemblement de protestation de 15 minutes à 20 h 0, heure locale, appelant au renversement de la dictature et à la libération d'Aung San Suu Kyi. Le 4 février 2021, 30 citoyens ont protesté contre le coup d'État, devant l'université de médecine de Mandalay (en), acte qui a conduit à quatre arrestations.

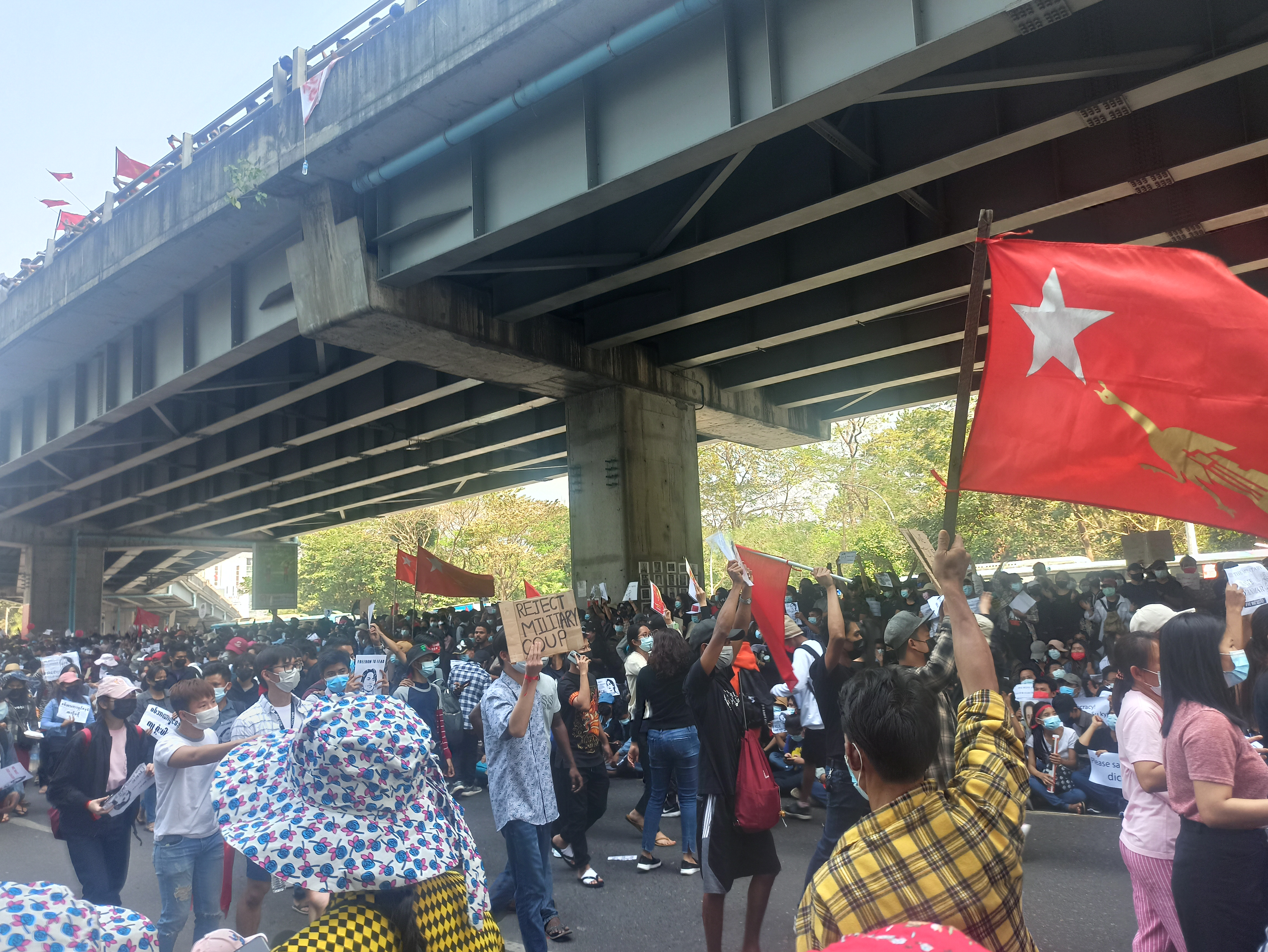
Un manifestant agite le drapeau rouge de la NLD à Hledan Junction à Rangoun.

Le 6 février 2021, les premières manifestations de grande ampleur ont été organisées au Myanmar. Les manifestations ont été en grande partie sans chef, organisées par des individus. 20 000 manifestants ont pris part à une manifestation de rue à Rangoun contre le coup d'État, appelant à la libération d'Aung San Suu Kyi. Les chants inclus, "dictateur militaire, échouer, échouer; démocratie, gagner, gagner". Les conducteurs ont klaxonné en appui. La police a bouclé les manifestants à l'intersection entre Insein Road (en) et Hledan, les empêchant d'aller plus loin. Des travailleurs de 14 syndicats ont participé aux manifestations. La retransmission en direct des manifestations a été tentée par les médias grand public et les journalistes citoyens, mais elle a été limitée par les coupures d'Internet, estimées à 16% à 14 h 0 heure locale. Des camions-canons à eau de la police ont été installés à Hledan et des barricades de police ont été préparées à Sule. Les protestations se sont étendues à Mandalay et au canton de Pyinmana (en) de Naypyidaw l'après-midi du 6 février 2021. Les marches de Mandalay ont commencé à 13 h 0 heure locale. Les manifestants ont continué à moto à 16 h 0 en réaction aux restrictions de la police. La police était aux commandes à 18 h 0, heure locale.
Le 7 février 2021, les manifestations publiques ont pris de l'ampleur et se sont propagées à d'autres villes du pays. Les plus grandes manifestations à Rangoun ont attiré au moins 150 000 manifestants, se rassemblant au carrefour Hledan et autour de la pagode Sule dans le centre-ville de Rangoun (en). Les manifestants ont demandé la libération immédiate d'Aung San Suu Kyi et de Win Myint, scandant le slogan "notre cause" (ဒို့အရေး) et appelant à la chute de la dictature. Des manifestations publiques ont également été organisées à travers la Haute-Birmanie, y compris dans les villes de Naypyidaw, Mandalay, Bagan, Hpakant, Lashio, Magwe, Mogok, Pyin U Lwin et Taunggyi ainsi que dans la Basse-Birmanie, y compris dans les villes de Mawlamyaing, Dawei, Pathein, Myaungmya et Myawaddy.
Le 8 février 2021, les manifestations ont continué de gagner du terrain. Dans la capitale nationale de Naypyidaw, la police anti-émeute a déployé des canons à eau sur les manifestants pour déblayer les routes, devenant la première utilisation connue de canons à eau depuis le début des manifestations. En réponse à la pression croissante du public, le MRTV, géré par l'État, a émis un avertissement indiquant que l'opposition à la junte était illégale et a signalé une répression potentielle des manifestants. Qualifiant les manifestations d'"anarchiques", il a déclaré que "des poursuites judiciaires devraient être engagées contre des actes qui nuisent à la stabilité de l'État, à la sécurité publique et à la primauté du droit". Ce soir-là, la loi martiale et un couvre-feu nocturne ont été imposés dans les grandes villes et villages, y compris Rangoun et Mandalay, interdisant de fait les rassemblements de plus de 5 personnes.
Le 9 février 2021, les manifestants ont défié la loi martiale et ont continué à organiser de plus grandes manifestations publiques à travers le pays. La police a commencé une répression des manifestations, tirant des balles réelles et en caoutchouc, et utilisant des canons à eau pour disperser les foules. De graves blessures ont incité le bureau des Nations unies en Birmanie à publier une déclaration qualifiant le recours à une force disproportionnée contre les manifestants inacceptable.
Plusieurs policiers dans des villes comme Naypyidaw et Magwe ont également commencé à faire défection vers le camp pro-démocratie. Le 9 février 2021, Khun Aung Ko Ko, un officier de police de Naypyidaw, a rompu le rang et rejoint les manifestants, devenant le premier officier de police en service à rejoindre le camp pro-démocratie. Les autres agents qui ont présenté une démission n'ont pas été autorisés à quitter le service de police. Le 10 février 2021, une troupe de police de l'État de Kayah s'est mutinée, dénonçant le coup d'État.
Le 12 février 2021, Journée de l'Union en Birmanie, la répression de la junte s'est intensifiée et s'est transformée en violence, des coups de feu ont été tirés et plusieurs personnes ont été arrêtées à Mawlamyine.
Le 14 février 2021, des centaines de personnes s'étaient rassemblées dans une centrale électrique de Myitkyina qui était devenue occupée par l'armée. La police anti-émeute et les soldats ont dispersé les foules en tirant des coups de feu et un canon à eau. Le 15 février 2021, les soldats et la police de Mandalay ont tiré des boules d'acier et des frondes sur les manifestants qui s'étaient rassemblés à la Myanma Economic Bank (en), exhortant les employés de la banque à rejoindre le MDP. Au moins trois manifestants ont été blessés.
Le 15 février 2021, 100 000 manifestants à Minbu (en), représentant une coalition diversifiée d'hindous, de musulmans, d'ouvriers des champs pétrolifères et de fonctionnaires, se sont rassemblés pour protester leur opposition au coup d'État et soutenir la libération de politiciens élus par les civils.
Le 20 février 2021, des médecins bénévoles sur place ont signalé que deux personnes avaient été tuées et 40 autres blessées dans un affrontement entre la police et des manifestants à Mandalay. Selon des témoins sur place, la police a tiré à balles réelles pour réprimer les manifestants et forcer les travailleurs à reprendre leur travail
Le 22 février 2021, une grève générale rassemble des centaines de milliers de manifestants  dans plusieurs villes et villages. Le média local Frontier Myanmar l'a qualifié de plus grande manifestation à ce jour. Les internautes ont partagé des photos des manifestations sur les réseaux sociaux en les qualifiant de "soulèvement 22222 ",
Le 8 mars 2021, nombreuses sont les manifestantes de tous les milieux sociaux à défiler dans les rues de Rangoon à l'occasion de la Journée internationale des femmes. À la date du 10 avril, 518 Birmanes ont été arrêtées ou inculpées. L'Association d'assistance aux prisonniers politiques, qui fournit ces chiffres, réclame de l'armée qu'elle mette un terme « aux répressions brutales, aux agressions sexuelles et aux violences physiques qui ciblent spécifiquement les femmes ».

### Reconnaissance des résultats électoraux

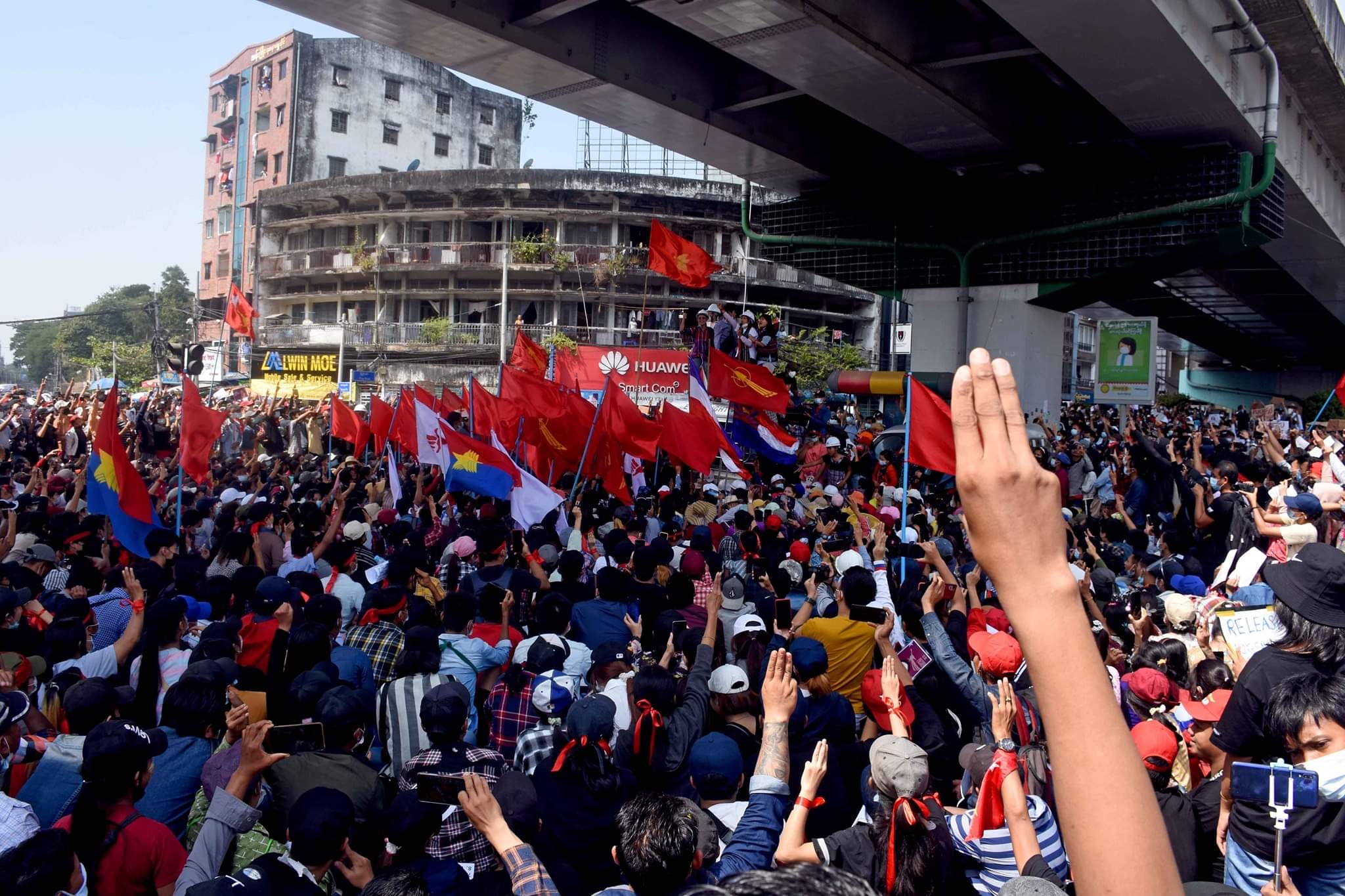
Les manifestants contre le coup d'État militaire à Rangoun.

Les représentants élus aux élections de novembre 2020 n'ont pas officiellement reconnu la légitimité du coup d'État. Le 4 février 2021, environ 70 députés élus de la LND ont prêté serment à Naypyidaw, s'engageant à respecter le mandat du peuple et à devenir législateurs pour un mandat de cinq ans. Le jour suivant, 300 législateurs élus ont formé un comité chargé de diriger les affaires parlementaires, le Comité Représentant Pyidaungsu Hluttaw (CRPH). Le comité a tenu sa première session sur Zoom.
Le 6 février 2021 plusieurs partis politiques, y compris la Ligue des nationalités shan pour la démocratie (en) (SNLD), le Parti démocrate pour une nouvelle société (en) (DPNS), le Parti national Karen (en) et Asho Chin Parti national, a annoncé qu'ils avaient rejeté l'offre de l'armée de participer au Conseil administratif d'État. Le Parti progressiste national Karenni a dénoncé publiquement le coup d'État militaire et son effet néfaste sur le contrôle de la pandémie de Covid-19 et des pourparlers de paix en cours, et a appelé la NLD et les forces armées à faire des compromis afin de résoudre l'impasse politique du pays.
Le 7 février 2021, la commission parlementaire a condamné le coup d'État militaire comme un "acte criminel" et a rejeté le cabinet militaire de Min Aung Hlaing comme étant illégitime. Le comité a cité l'armée pour avoir violé le chapitre 6 du code pénal de la Birmanie en renversant le gouvernement civil. Le CRPH a conseillé aux diplomates de l'ONU et à la communauté internationale de contacter le comité pour discuter des affaires officielles du gouvernement.
Le 14 février 2021, l'Union nationale karen a publié une déclaration annonçant son soutien public aux manifestations en cours et a qualifié la prise de pouvoir par l'armée de pas vers une dictature militaire, contraire à la vision de la réconciliation nationale.
Le 15 février 2021, le Comité pour l'unité de l'État Shan, une coalition de groupes armés et de partis politiques ethniques Shan qui comprend le Conseil de restauration de l'État shan, le Parti du progrès de l'État Shan (en), la Ligue des nationalités shan pour la démocratie et le Parti démocratique des nationalités Shan (en), et la milice Sin Kyawt, se sont publiquement opposées au coup d'État, annonçant son soutien aux manifestations en cours et appelant à l'abolition de la constitution de 2008 et à la restauration d'un gouvernement dirigé par des civils.
Le 16 avril 2021, le CRPH a annoncé la création du Gouvernement d'Unité Nationale du Myanmar, qui regroupe les représentants élus aux élections de 2020, des membres de groupes ethniques et quelques personnalités indépendantes,  leaders de mouvements exprimant leur opposition à la prise de pouvoir par l'armée. Il conteste par son existence  toute légitimité au pouvoir actuellement en place

### Campagne du ruban rouge

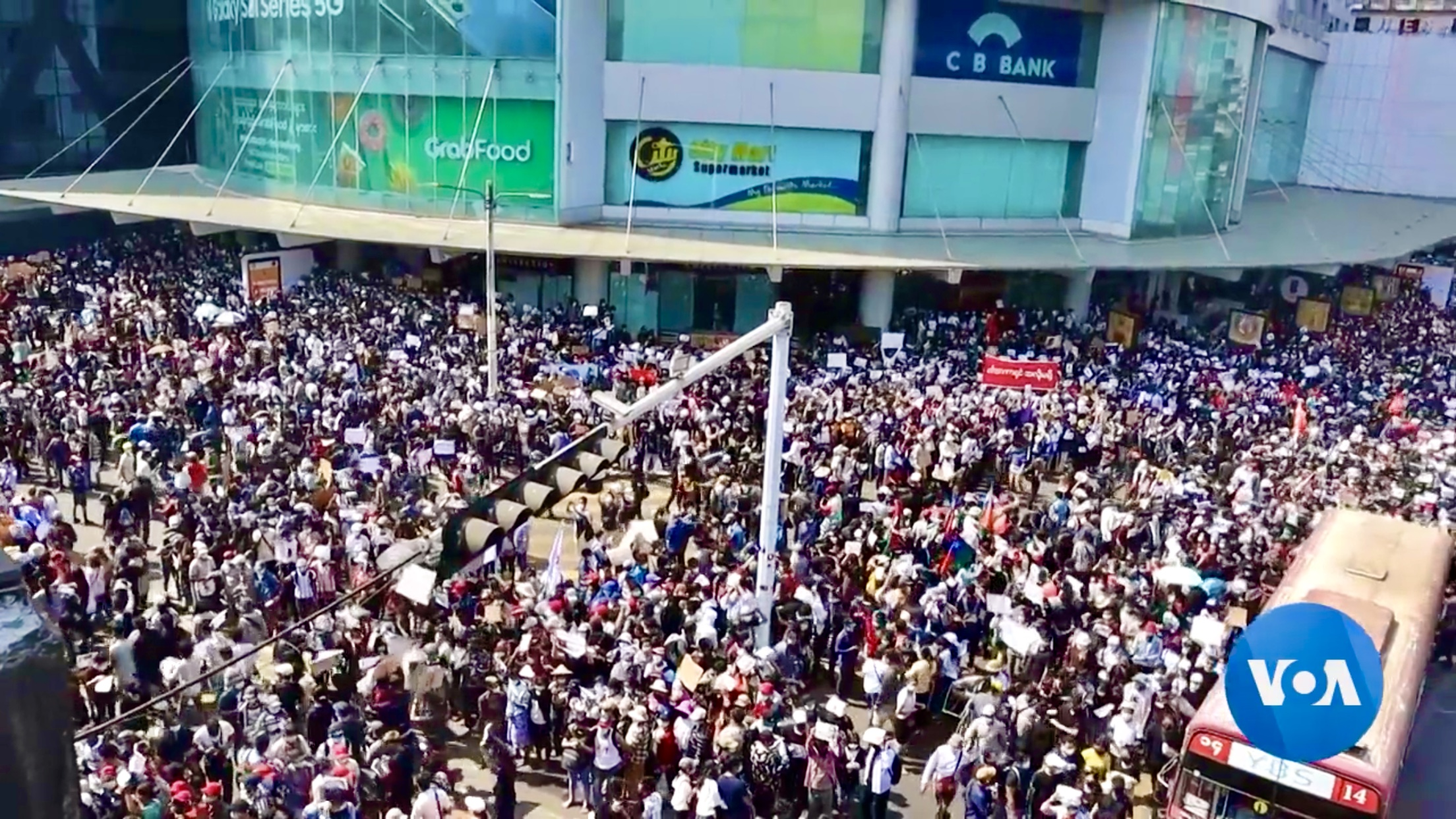
Des milliers de manifestants participent à un rassemblement anti-militaire à Hleden Junction à Rangoun.

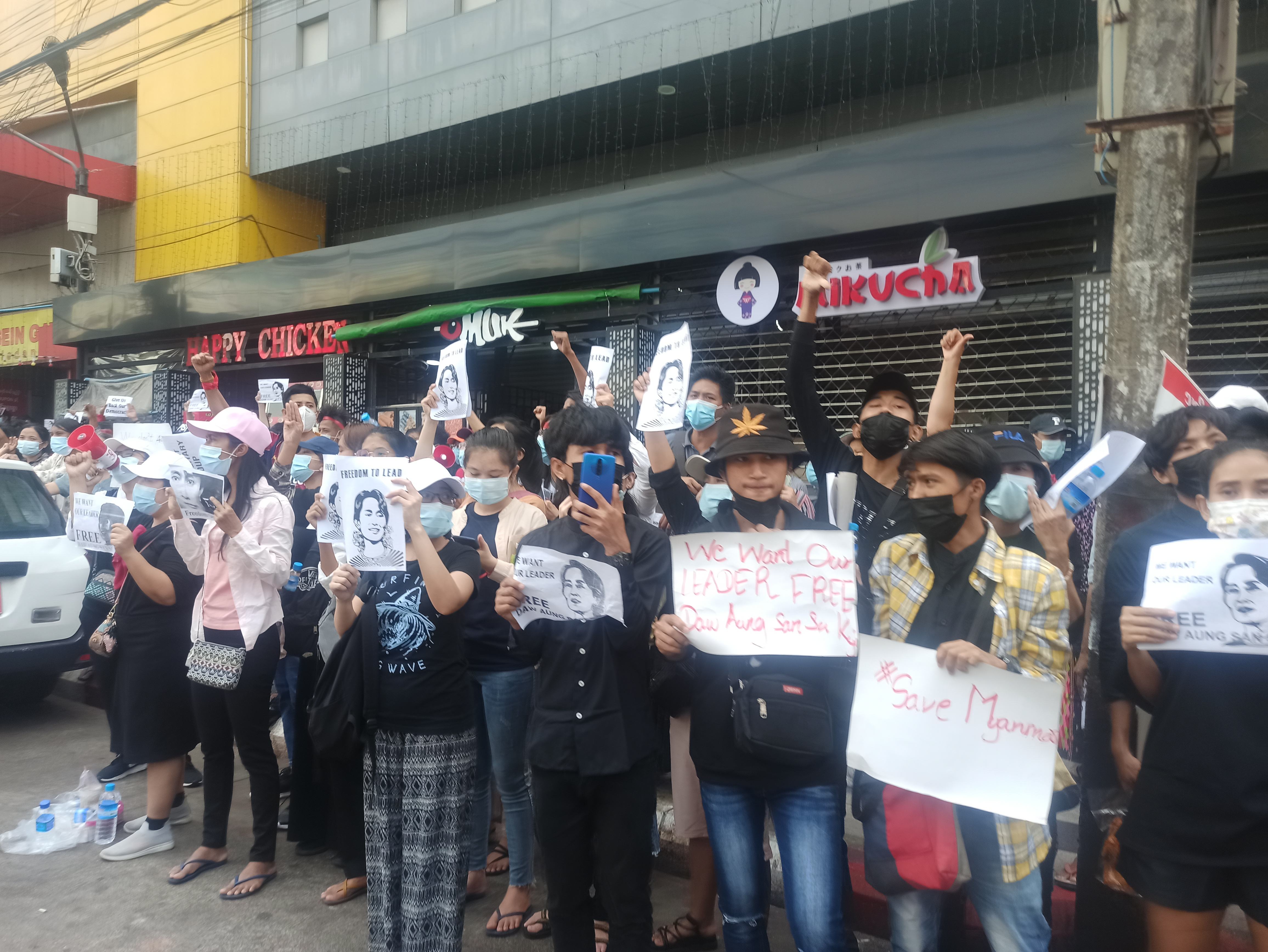
Des manifestants portant des pancartes avec plusieurs slogans hashtag.

Le 3 février 2021, les agents de santé de la Birmanie ont lancé la campagne du ruban rouge (ဖဲကြိုး နီ လှုပ်ရှားမှု). La couleur rouge est associée à la Ligue nationale pour la démocratie (NLD), le parti politique en place qui a remporté les élections de 2020. Ni Ni Khin Zaw (en), un chanteur birman populaire et diplômé de l'école de médecine, a publiquement approuvé la campagne. Les fonctionnaires et les travailleurs de toute la Birmanie, y compris les ministères au niveau des syndicats, ont adopté le ruban rouge comme symbole de l'opposition au régime militaire. Le 5 février 2021, les mineurs de cuivre des mines de Kyinsintaung incapables de se joindre à la grève du travail ont rejoint la campagne du ruban rouge. Le 6 février 2021, les ouvriers du textile de la zone industrielle de Thaketa (en) ont rejoint la campagne du ruban rouge.

### Médias sociaux

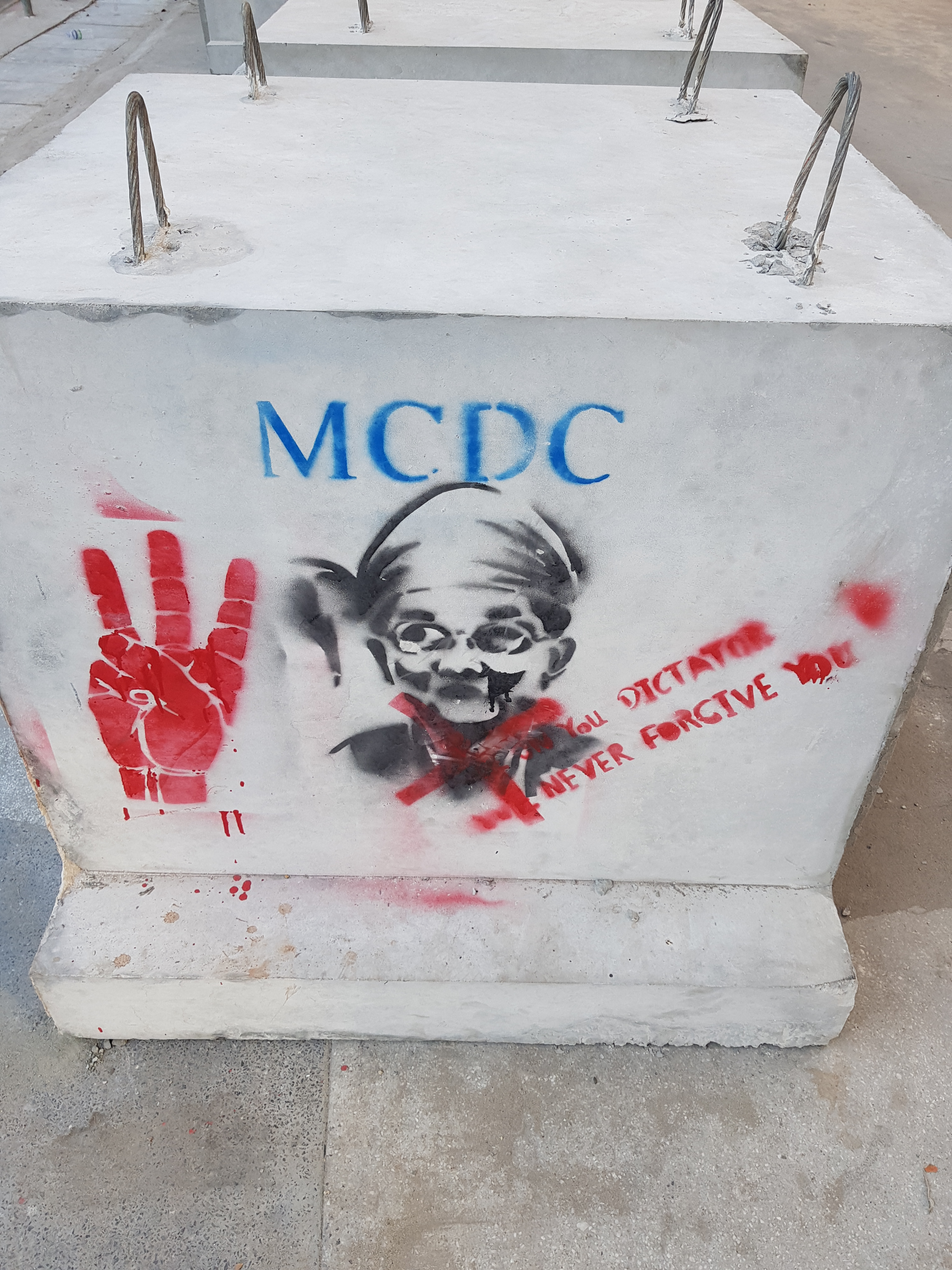
Protest art représentant Min Aung Hlaing à Mandalay.

Des célébrités et des politiciens birmans, dont Paing Takhon (en) et Daung (en), ont publiquement soutenu les efforts de la résistance civile, posant avec le salut à trois doigts dans des publications sur les réseaux sociaux. Les célébrités et les influenceurs de médias sociaux, tels Sai Sai Kham Leng (en) et Nay Chi Oo (en), qui étaient silencieux ou étaient lents à soutenir les protestations populaires en cours ont perdu des suivis en ligne considérables. Le 7 février 2021, Nay Soe Maung (en), gendre de l'ancien dictateur de la Birmanie Than Shwe, a publié une photo Facebook démontrant son soutien aux manifestations.
Les internautes birmans ont popularisé des hashtags tendances tels que #SayNototheCoup, #RespectOurVotes, #HearTheVoiceofMyanmar, #SaveMyanmar et #CivilDisobedience. Un jour après le coup d'État, le hashtag #SaveMyanmar avait été utilisé par plus de 325 000 utilisateurs de Facebook. Les utilisateurs de médias sociaux avaient également changé leurs photos de profil en noir pour montrer leur chagrin ou en rouge à l'appui de la NLD, souvent avec un portrait d'Aung San Suu Kyi. Les internautes birmans ont également ridiculisé la petite taille de Min Aung Hlaing en ligne.
Les manifestants birmans ont aussi été intégrés au mouvement Milk Tea Alliance, une alliance pro-démocratique réunissant des internautes de Hong-Kong, de Thaïlande et Taïwan.

### Blocages et ralentissements volontaires
Le 17 février 2021, de nombreuses voitures sont mystérieusement tombées en panne dans les rues animées de Rangoun lors d'une manifestation organisée, dans une tentative créative d'empêcher les forces de sécurité et la police de traverser la circulation et d'empêcher les fonctionnaires de se rendre au travail. Le mouvement continue le 18 février 2021 avec de nombreuses voitures en panne jointes par certains se déplaçant à une vitesse très lente pour bloquer le trafic,.

## Résistance armée contre le régime
La répression sanglante des manifestations pacifiques a fait sorte que des groupes armés ont été créés afin de combattre par les armes le régime. Assemblés sous le vocable de People's Defence Force (PDF) et étant sous les ordres du Gouvernement d'unité nationale (National Unity Government), formé d'anciens parlementaires siégeant avant le Coup d'État, le PDF et le NUG déclarent officiellement une «guerre défensive» contre le régime en septembre 2021. 

## Contre-mesures du régime militaire

### Coupure d'Internet
Le 4 février 2021, les opérateurs de télécommunications et les fournisseurs de services Internet de toute la Birmanie ont reçu l'ordre de bloquer Facebook jusqu'au 7 février 2021, pour assurer la "stabilité du pays". Myanma Posts and Telecommunications (en) (MPT), un opérateur public, a également bloqué les services Facebook Messenger, Instagram et WhatsApp, tandis que Telenor Myanmar (en) a bloqué uniquement Facebook. Facebook avait été utilisé pour organiser les grèves du travail de la campagne de désobéissance civile et le mouvement de boycott émergent. Facebook est utilisé par la moitié de la population de la Birmanie. À la suite de l'interdiction de Facebook, les utilisateurs birmans avaient commencé à affluer sur Twitter. Le jour suivant, le gouvernement a étendu l'interdiction d'accès aux médias sociaux pour inclure Instagram et Twitter.
Le 19 février 2021, la plupart des FAI, à l'exception de Mytel (en), ont bloqué Wikipedia et d'autres sites Web liés au Wiki.
Le matin du 6 février 2021, les autorités militaires ont déclenché une coupure Internet dans tout le pays. Le même jour, Facebook a exhorté les autorités à débloquer les services de médias sociaux. Facebook a également supprimé la capacité du gouvernement birman de soumettre des demandes de suppression de contenu. L'accès à Internet a été partiellement rétabli le jour suivant, bien que les plateformes de médias sociaux soient restées bloquées. Le 14 février 2021, Telenor a annoncé qu'elle n'était plus autorisée à divulguer publiquement les directives reçues des autorités militaires sur les perturbations d'Internet. À partir du 15 février 2021, les autorités militaires ont déclenché une coupure Internet dans tout le pays de 1 h 0 à 9 h 0 tous les jours, mais ils n'ont donné aucune raison pour laquelle ils l'ont coupé.
Le 22 février 2021, une coupure d'internet s’est produite de 12 h 0 à 24 h 0 uniquement à Rangoun, tandis que d'autres villes et villages étaient de 1 h 0 à 9 h 0.
Le 26 février 2021, Mytel, en partie partagé par l'armée, n'a pas fermé Internet alors que d'autres FAI l'ont fait de 1 h 0 à 9 h 0.
Le 4 février 2021, à la suite de l'interdiction de Facebook, la demande de services VPN a bondi dans le pays. Selon un groupe de recherche sur la confidentialité et la sécurité numériques basé au Royaume-Uni, la demande de VPN a augmenté de plus de 7000%. L'un des outils les plus populaires est Psiphon, qui a vu sa base d'utilisateurs passer de 5 000 utilisateurs quotidiens à plus de 1,6 million d'utilisateurs avec une moyenne de 14 millions de connexions quotidiennes depuis le 4 février 2021.

### Proposition de loi sur la cybersécurité
Le 9 février 2021, un projet de loi sur la cybersécurité de 36 pages a été distribué aux opérateurs de téléphonie mobile et aux titulaires de licences de télécommunications de la Birmanie pour recueillir les commentaires de l'industrie. L'avant-projet de loi rendrait les fournisseurs Internet responsables de la prévention ou de la suppression du contenu qui "cause la haine, détruit l'unité et la tranquillité". Une coalition de 150 organisations de la fonction publique a publiquement dénoncé le projet de loi pour violation des droits fondamentaux à la liberté d'expression, à la protection des données, à la vie privée et à d'autres normes démocratiques dans l'espace numérique. Ils ont également critiqué le fait d'accorder aux autorités publiques la possibilité d'interdire les contenus défavorables, de restreindre les FAI et d'intercepter les données. Le 15 février 2021, L'Union de la Fédération birmane des chambres de commerce et d'industrie (en) a exhorté les autorités à ne pas se précipiter pour promulguer la loi, notant que la loi pourrait avoir un impact négatif sur la croissance numérique de la Birmanie et entraver les investissements étrangers.
Le 11 février 2021, des centaines de manifestants se sont rassemblés à l'ambassade de Chine à Rangoun, sur la base de rumeurs en ligne selon lesquelles la Chine avait fait venir du matériel de télécommunications et des experts informatiques à la Birmanie via de récents vols. L'ambassade de Chine a tenté de réfuter les rumeurs sur Facebook en publiant une déclaration de la Chambre de commerce des entreprises chinoises au Myanmar qui affirmait que les récents vols de fret n'avaient transporté que des marchandises comme les fruits de mer et a nié les allégations selon lesquelles la Birmanie aurait aidé à construire un pare-feu Internet.

### Censure des médias
Depuis le coup d'État du 1er février 2021, les autorités ont bloqué les chaînes d'information populaires, y compris les chaînes gratuites comme la Democratic Voice of Burma et Mizzima TV (en), ainsi que les chaînes d'information étrangères, notamment CNN, NHK et BBC. Le 7 février 2021, le régime a également bloqué le New york times, le Wall Street Journal, The Economist, l'Associated Press et Reuters. Un représentant du Conseil de presse de la Birmanie (en) s'est dit préoccupé par l'avenir de la liberté de la presse dans le pays, le droit du public d'accéder à l'information et l'avenir des nouvelles organisations de presse du Myanmar. Plusieurs journalistes et reporters ont été attaqués par des foules pro-militaires tout en couvrant les manifestations.

### Arrestations et charges
Les forces de l'ordre ont agi rapidement pour réprimer l'opposition au coup d'État. Au 7 février 2021, 152 personnes étaient en détention à la suite du coup d'État.
Le régime militaire a entamé des poursuites pénales contre les détenus. Le 3 février 2021, Thawbita, un moine bouddhiste, a été condamné à 2 ans de prison en vertu de l'article 66 de la loi sur les télécommunications, pour diffamation à l'encontre des militaires. Le 4 février 2021, trois étudiants universitaires, Zu Zu Zan, Aung Myo Ko et Htoo Khant Thaw, ont été inculpés en vertu de l'article 19 de la loi sur l'assemblée pacifique et la procession pacifique pour avoir protesté à Mandalay. Le 5 février 2021, Maung Gyi, le président du Parti démocratique des nationalités unies, a été arrêté, inculpé et condamné à deux ans en vertu de la section 505 du Code pénal pour avoir organisé une manifestation dans le canton de Hpa-an, dans l'État de Kayin. Cho Yu Mon, une directrice d'école, a également été arrêtée et inculpée en vertu de l'article 505 du Code pénal pour avoir pris part à une campagne "ruban rouge" dans son école de Hpa-an. Le chef de la NLD, Win Htein (en), a été inculpé en vertu de l'article 124 du code juridique de la Birmanie pour sédition.
Le 6 février 2021, Sean Turnell (en), conseiller australien en politique économique auprès du gouvernement civil dirigé par la NLD et professeur à l'Université Macquarie, a été arrêté, devenant ainsi le premier ressortissant étranger connu à être arrêté en relation avec le coup d'État.
Le 8 février 2021, les autorités ont de nouveau arrêté Nang Khin Htwe Myint (en), ministre en chef de l'État de Kayin, et Myint Naing (en), ministre en chef de la région de Sagaing. Nang Khin Htwe Myint (en) avait publié des remarques en ligne appelant à la solidarité entre les soldats et le peuple, soulignant que l'armée était financée par les impôts et les fonds publics, tandis que Myint Naing (en) avait posté un discours appelant le public à continuer à protester. Le 9 février 2021, au moins 100 manifestants ont été arrêtés à Mandalay, y compris le maire Ye Lwin (en).
Le 13 février 2021, les autorités ont inculpé et émis des mandats d'arrêt en vertu de l'article 505 de la loi contre sept personnalités de premier plan, à savoir Min Ko Naing, Kyaw Min Yu (en), Mg Mg Aye (en), Pencilo (en), Lynn Lynn, Insein Aung Soe et Myo Yan Naung Thein (en), pour avoir prétendument diffamé l'État et menacé la "tranquillité publique" par le biais de leurs publications sur les réseaux sociaux.
Le 17 février 2021, les autorités ont émis des mandats d'arrêt contre plusieurs célébrités, à savoir Lu Min (en), Pyay Ti Oo (en), Ko Pauk, Na Gyi, Anegga et Wyne (en), pour avoir encouragé les fonctionnaires à rejoindre le mouvement de désobéissance civile en cours. Selon l'Association d'assistance aux prisonniers politiques (AAPP), 495 personnes ont été arrêtées au 17 février 2021.

### Inclusion des partis politiques de l'opposition
L'armée a fait des ouvertures aux partis politiques concurrents à la suite du coup d'État. Le 2 février 2021, il a formé le Conseil administratif d'État, en tant qu'organe directeur intérimaire de la Birmanie. Les membres du Conseil comprenaient plusieurs politiciens civils, dont Mahn Nyein Maung (en), ancien membre de l'Union nationale karen, Thein Nyunt (en) et Khin Maung Swe (en), cofondateurs de la National Democratic Force (en), un groupe dissident de la NLD. Le 3 février 2021, cinq membres civils supplémentaires ont été ajoutés au Conseil, dont Aye Nu Sein (en), vice-président du Parti national de l'Arakan. Le 6 février 2021, le Parti de l'Unité Mon (en) avait annoncé qu'il avait accepté l'offre des militaires de rejoindre le Conseil.

### Propagation de la désinformation
La coupure d'Internet a alimenté une propagation par la désinformation, y compris des rumeurs non fondées sur la libération d'Aung San Suu Kyi, la mort de dirigeants de haut niveau de la NLD et la chute de Min Aung Hlaing. La rumeur entourant la libération d'Aung San Suu Kyi, qui a été attribuée au Myawaddy TV (en) géré par l'armée, a déclenché des célébrations de rue et des feux d'artifice.

### Loi martiale
Le 8 février 2021, les autorités ont commencé à imposer la loi martiale dans plusieurs municipalités jusqu'à nouvel ordre. La loi martiale institue un couvre-feu nocturne de 20 h 0 à 4 h 0 du matin, interdit le rassemblement de plus de 5 personnes, la prise de parole en public, les rassemblements et les manifestations. Les municipalités couvertes par la loi martiale comprennent 7 cantons à Mandalay et un canton dans la région d'Ayeyarwady. La loi martiale a depuis été élargie pour inclure plusieurs cantons urbains à Rangoun, Shwebo, Monywa, Sagaing, Kalay dans la région de Sagaing, Bago et Pharsong dans l'État de Kayah, où des protestations importantes avaient émergé. La loi martiale a depuis été élargie pour inclure 90 cantons dans 30 villes, y compris tous les cantons qui comprennent Rangoun.

### Suspension des droits fondamentaux
Le 14 février 2021, le régime militaire a suspendu les mesures de sécurité et de protection de la vie privée inscrites dans la constitution Birmane jusqu'à la levée de l'état d'urgence. La loi nouvellement adoptée permet au commandant en chef de restreindre ou de suspendre temporairement les droits fondamentaux des citoyens, y compris les arrestations et les fouilles sans mandat délivré par le tribunal et les détentions sans l'approbation du tribunal. Le Conseil administratif d'État a également promulgué la loi 3/2021, qui oblige tous les résidents à enregistrer les invités qui passent la nuit en dehors de leur domicile officiel auprès de leurs administrateurs respectifs de canton ou de quartier. 
La loi de l'ère militaire avait été précédemment abrogée par le gouvernement dirigé par la NLD.

### Contre-manifestations pro-militaires
Dans la période qui a précédé le coup d'État, des manifestants pro-militaires avaient commencé à se rassembler pour tenter de délégitimer les résultats des élections de 2020. Wai Wai Nu du Women's Peace Network a noté le potentiel d'attaques violentes contre des manifestants pro-démocratie par des manifestants pro-militaires. Le 30 décembre 2020, environ 400 manifestants pro-militaires et nationalistes ont manifesté devant l'hôtel de ville de Rangoun (en), en violation des directives liées à la Covid-19. Le 14 janvier 2021, environ un millier de manifestants se sont rassemblés dans le canton de Pyawbwe (en) à Mandalay pour contester les résultats des élections, agitant des drapeaux avec des insignes de l'armée.
Le 28 janvier 2021, des manifestants pro-militaires ont incité à la violence, lançant des briques sur une voiture de police à Rangoun. Aucun des manifestants n'a été arrêté et a ensuite été transporté hors du site par 10 véhicules banalisés. Dans la soirée du 30 janvier 2021, environ 500 manifestants pro-militaires ont incité une émeute près de la pagode Shwedagon de Rangoun. Le 2 février 2021, au lendemain du coup d'État, des manifestants pro-militaires et des nationalistes birmans se sont rassemblés à Rangoun. Le 8 février 2021, un groupe de manifestants pro-militaires s'est rassemblé à la pagode Sule.
Le 9 février 2021, un groupe d’instigateurs pro-militaires est arrivé sur un site de manifestation à Rangoun à bord de 15 véhicules banalisés, cherchant à provoquer la violence. Beaucoup ont brandi de grands clubs en bois et étaient autrement impossibles à distinguer des manifestants pro-démocratie.
Le 25 février 2021, des partisans pro-militaires ont défilé dans le centre de Rangoun. Lorsqu'ils sont arrivés à Sule Pagoda Road, où des blocus ont été mis en place par la police contre des manifestations pacifiques, la police a cependant levé les blocus et les a laissés entrer. Ensuite, certains manifestants pro-militaires se sont rassemblés à la gare de Rangoun et ont commencé à marcher. Les civils ont répondu en frappant des casseroles et des poêles et en se croisant les poignets comme symboles de résistance. Des tensions sont apparues lorsque les partisans pro-militaires ont ouvertement attaqué des passants, des résidents et des manifestants anti-coup d'État à l'aide d'objets tranchants, de couteaux, de bâtons lourds et de frondes, blessant gravement quatre personnes à la tête et les huit autres dans d'autres parties du corps. Des attaques ont également été dirigées contre des membres de la presse et des voitures.

### Utilisation excessive de la force

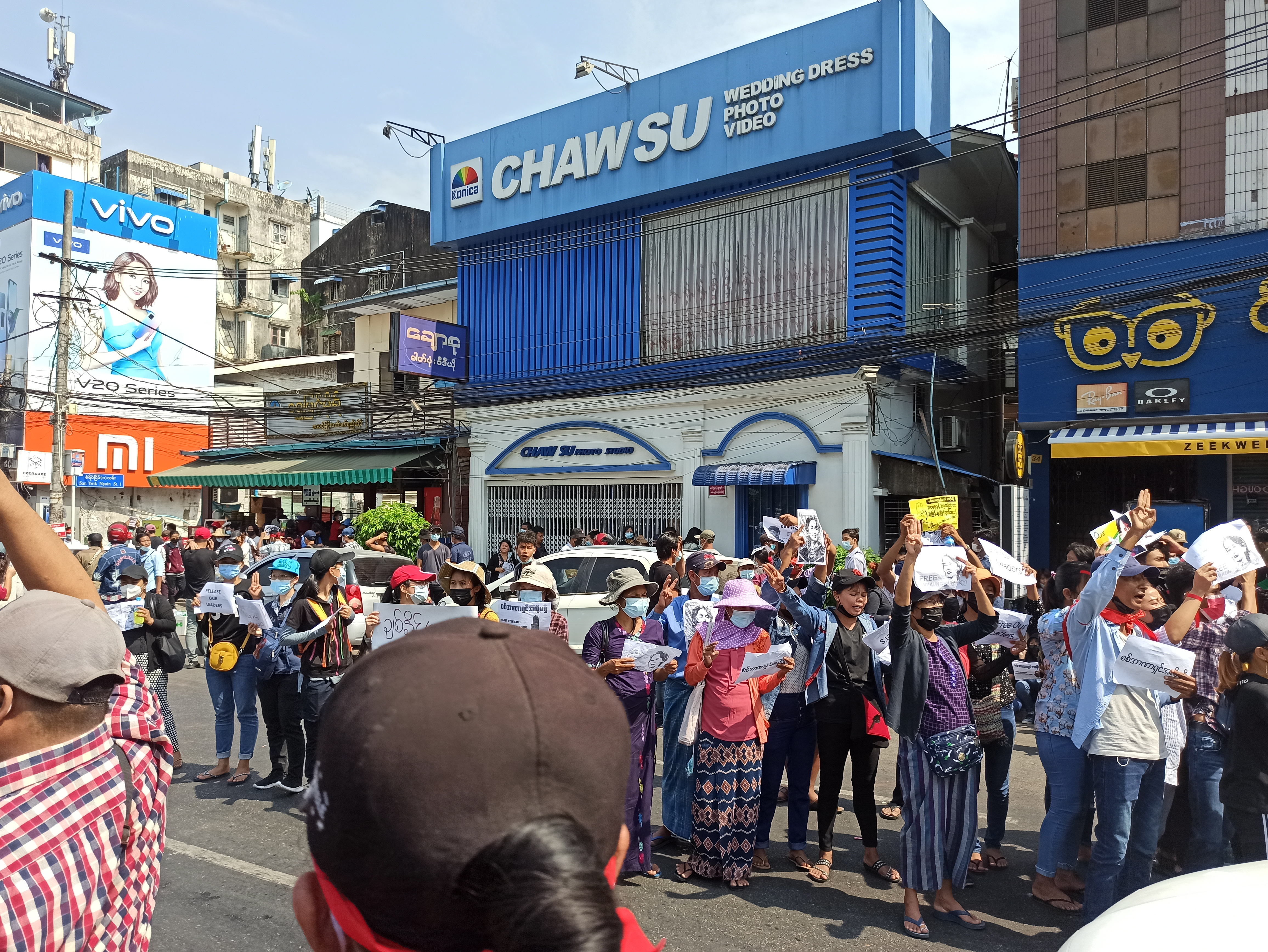
Des manifestants le 8 février 2021 à Rangoun.

Le 8 février 2021, la police a commencé à utiliser des balles en caoutchouc, des canons à eau et des gaz lacrymogènes pour disperser les manifestants lors de rassemblements de masse. Le chef militaire Min Aung Hlaing a ordonné une répression et la suppression des manifestations alors que les manifestants de tout le pays se sont lancés dans une grève. Le 9 février 2021, des manifestants de Naypyidaw ont été admis dans un hôpital local dans un état critique, pour des blessures par balle.
Le 20 février 2021, deux manifestants ont été tués et au moins deux douzaines d'autres ont été blessés à Mandalay par la police et l'armée lors d'une violente répression. Ces personnes étaient des résidents du canton de Maha Aung Myay qui gardaient les travailleurs des chantiers navals du gouvernement impliqués dans le mouvement de désobéissance civile de la police, qui les obligeait à retourner au travail. En plus de tirer à balles réelles, la police et le personnel militaire ont également lancé des pierres, arrêté et utilisé des canons à eau sur des civils, en plus d'en avoir sévèrement battu beaucoup. Malgré les réactions internationales à cet incident, la junte militaire a averti les manifestants qu'elle était disposée à continuer à utiliser une telle force meurtrière et a plutôt affirmé que c'étaient les manifestants qui "incitaient le peuple [...] à la confrontation". Malgré ces menaces, des foules immenses se sont rassemblées le 22 février 2021, certains manifestants affirmant que les récents meurtres les avaient rendus plus déterminés à continuer de manifester.
Le 25 février 2021, des informations ont montré que la police avait ouvert le feu et utilisé des grenades flash bang sur un groupe de résidents de la commune de Tamwe pour protester contre la nomination militaire pour remplacer un administrateur dans un quartier.

#### Fusillade de Mya Thwe Thwe Khaing
Le 9 février 2021, une femme de 19 ans, Mya Thwe Thwe Khaing (en) avait rejoint un rassemblement de protestation sur Taungnyo Road, près du rond-point Thabyegon dans la capitale birmane Naypyidaw. La police anti-émeute a réprimé le rassemblement, blessant plusieurs manifestants dans le processus. Elle se tenait sous un abribus, à l'abri des canons à eau, lorsqu'elle a été abattue. Mya portait un casque de moto au moment de la fusillade. Une vidéo enregistrée de spectateurs a capturé le moment exact où elle a reçu une balle dans la tête. Une analyse ultérieure des images de la manifestation menée par Amnesty International a montré que des policiers transportaient des clones BA-94 ou BA-93 de fabrication birmane de la mitraillette Uzi, contredisant la déclaration de l'armée birmane selon laquelle les forces de sécurité n'avaient déployé que des armes non létales. L'analyse médico-légale a également indiqué que la fusillade avait eu lieu en début d'après-midi, entre midi et 13 h 30.
Mya a été admise à l'hôpital général de 1 000 lits de Naypyidaw dans un état critique. Le matin du 12 février 2021, les médecins ont tenté sans succès de déloger chirurgicalement la balle de sa tête. Les médecins l'ont déclarée médicalement morte, en raison de la perte complète de la fonction cérébrale, et ont conseillé à sa famille de supprimer la ventilation. Le 14 février 2021, sa famille avait décidé de la retirer du système respiratoire, mais n'avait pas finalisé le calendrier. Des services de prière pour elle ont eu lieu le 14 février 2021 à l'université des langues étrangères de Mandalay (en) et à l'hôtel de ville de Rangoun.
Une vidéo de la fusillade et une photo de Mya Thwe Thwe Khaing inconsciente et tachée de sang ont été largement diffusées sur les réseaux sociaux en langue birmane, les partisans la surnommant martyre de la Manifestation. Les citoyens ont critiqué et attaqué deux officiers prétendument impliqués dans la fusillade sur les médias sociaux, bien que l'identité des tireurs reste non confirmée.
Le 19 février 2021, son décès a été confirmé à 11 h 0 heure locale (4 h 30 GMT).

##### Réactions à sa mort
Le recours violent à la force dans la fusillade de Mya Thwe Thwe Khaing a suscité l'indignation nationale, des célébrités et des personnalités publiques telles que Thandar Hlaing critiquant son traitement. Nyi Nyi Tun, le président de la Myanmar Motion Picture Organisation (en), a déclaré "Nous ne pouvons plus être témoins de Mya Thwe Thwe Khaing" et a exhorté le public à se joindre au mouvement de désobéissance civile. Le 11 février 2021, la sœur de Mya, Mya Thado Nwe, s'est adressée publiquement aux médias et a exhorté le public à "déraciner la dictature militaire" pour le bien des générations futures.
Thomas Andrews (en), le Rapporteur spécial des Nations unies sur la situation des droits de l'homme en Birmanie, l'a mentionnée sur Twitter. Le 11 février 2021, ONU Femmes a exprimé ses condoléances à la famille de Mya et a appelé "l'armée et la police à s'abstenir d'utiliser une force disproportionnée contre les manifestants". Le 12 février 2021, Progressive Voice, une coalition de 177 organisations locales de la société civile, a publié une lettre ouverte au Conseil de sécurité des Nations unies et a cité la fusillade de Mya comme un exemple d'escalade de la violence par les autorités contre les manifestants.
Le 17 février 2021, un panneau d'affichage de 15 mètres représentant la fusillade de Mya a été déployé sur un pont piétonnier du centre-ville de Rangoun. Les manifestants ont également utilisé ses photos comparées à celles de Win Maw Oo sur les signes de protestation .
Des informations faisant état de manifestants blessés ont incité Ola Almgren, la coordinatrice résidente et coordinatrice humanitaire des Nations unies au Myanmar à publier une déclaration condamnant le recours violent à la force par les autorités.
Le 1er mars 2021, le Comité représentant Pyidaungsu Hluttaw désigne le Conseil administratif d'État comme groupe terroriste en réponse à la violente répression des manifestants anti-coup d'État du 28 février 2021.

#### Fusillade de Kyal Sin
Le 3 mars, une femme de 19 ans, Kyal Sin, surnommée « Ange », est mortellement touchée à la tête par un tir de l'armée lors d'un rassemblement pro-démocratie à Mandalay. À la suite de sa mort, elle devient un nouveau symbole de l'opposition sur les réseaux sociaux, notamment grâce à l'inscription présente sur le T-shirt qu'elle portait lors de sa mort : « Everything will be ok » (tout ira bien). Des milliers de personnes assistent le lendemain à ses funérailles,.

### Déploiement militaire
Le 14 février 2021, l'armée a déployé des camions et des véhicules blindés dans les capitales régionales Rangoun, Sittwe et Myitkyina. Des soldats ont également été déployés dans les rues de la ville pour aider la police, y compris les membres de la 77ème Division d'Infanterie Légère. À Rangoun, des soldats ont été déployés pour se tenir derrière la police anti-émeute.

## Victimes
À la fin du mois de mai 2021, au moins 827 personnes ont été tuées par les forces armées depuis le 2 février, lors de manifestations ou d'arrestations ; parmi les victimes, l’Association d’assistance aux prisonniers politiques mentionne le nombre de 73 enfants,. La journée la plus meurtrière a lieu le 27 mars 2021, lors de la « journée de l'armée », avec 89 morts,. C'est la ville de Bago qui a été la plus meurtrie  avec 82 morts le 9 avril 2021,

## Conséquences économiques
Le Programme alimentaire mondial des Nations unies a mis en garde mi-mars 2021 contre une crise économique très grave au Myanmar à la suite du coup d'État du mois dernier, les prix des denrées alimentaires et des carburants ayant fortement augmenté dans le contexte de l'agitation politique. Le carburant subit une hausse de 15 % entre le 1er et le 15 février.
Avant la pandémie de Covid-19, six ménages sur dix n'avaient pas les moyens d'avoir une alimentation nutritive. Au second semestre de l'année dernière, quatre ménages sur cinq au Myanmar ont déclaré avoir perdu près de 50 % de leurs revenus pendant la pandémie.

## Réactions internationales

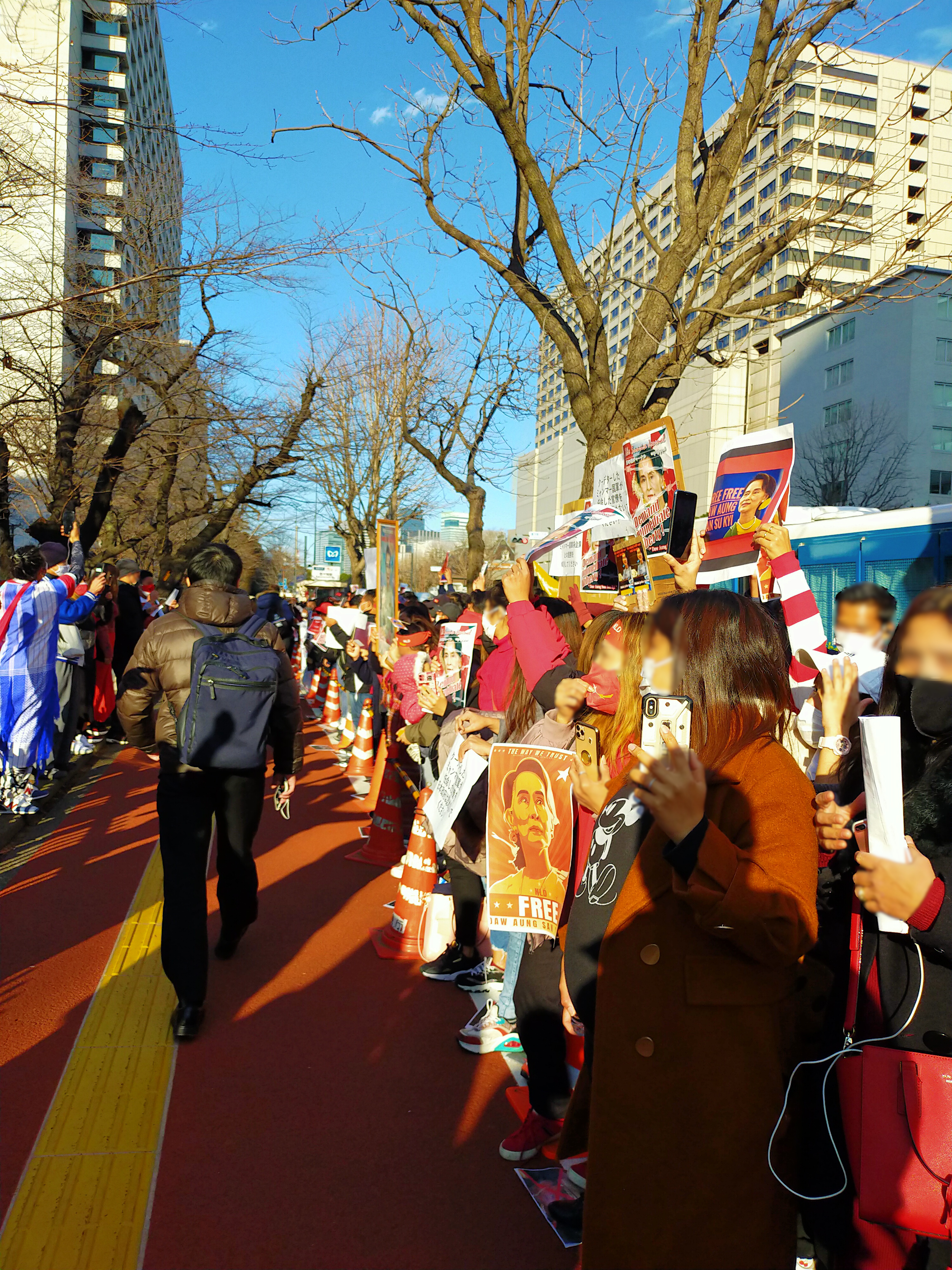
3000 manifestants demandent la libération d'Aung San Suu Kyi à Kasumigaseki, à Tokyo, au Japon.

Lors de son allocution du 7 février 2021, le pape François a exhorté les autorités à servir le bien commun, à promouvoir la justice sociale et la stabilité nationale, et a exprimé sa solidarité avec le peuple de la Birmanie. Le 10 février 2021, le président américain Joe Biden s'est adressé publiquement aux manifestations en cours, déclarant : « Enfin, à mesure que les manifestations s'intensifient, la violence contre ceux qui revendiquent leurs droits démocratiques est inacceptable, et nous continuerons de la dénoncer. Le peuple de la Birmanie fait entendre sa voix. Et le monde regarde. »
Le 14 février 2021, le secrétaire général de l'ONU António Guterres a publié une déclaration exprimant sa profonde inquiétude face à la situation en Birmanie, soulignant « le recours croissant à la force et le déploiement signalé de véhicules blindés supplémentaires dans les grandes villes ». Il a exhorté l'armée et la police de la Birmanie à respecter pleinement le droit de réunion pacifique et à veiller à ce que les manifestants ne fassent pas l'objet de représailles. Il a également qualifié les rapports de violence, d'intimidation et de harcèlement de la part du personnel de sécurité d '« inacceptables ». 
Le 16 février 2021, lors d'un discours parlementaire, le ministre singapourien des Affaires étrangères Vivian Balakrishnan a exprimé son inquiétude concernant les affrontements violents lors des manifestations, les arrestations de fonctionnaires, les coupures d'Internet et les déploiements de troupes et de véhicules blindés dans les rues de la ville, et a exhorté les autorités à faire preuve de « la plus grande retenue ».
Le Premier ministre britannique Boris Johnson a condamné le coup d'État, tweetant « Nous soutenons le peuple du Myanmar et nous veillerons à ce que les responsables de ce coup d'État rendent des comptes », tandis que les États-Unis ont dénoncé la mort de manifestants en Birmanie, où le porte-parole du département d'État, Ned Price (en), a déclaré que le pays condamnait l'usage de la force contre les manifestants.
L'usage de la force meurtrière contre les manifestants a également suscité des condamnations du ministère français des Affaires étrangères et de l'ONU, qui ont qualifié ces incidents d'inacceptables et ont exhorté l'armée à cesser immédiatement ces violences.
Le 21 février 2021, Facebook a également annoncé la suspension de la page principale de l'armée, affirmant que « l'armée avait enfreint ses normes interdisant l'incitation à la violence ». Le 25 février 2021, tous les comptes du Tatmadaw et de ses médias connexes ont été bannis de Facebook et d'Instagram, invoquant « des violations des droits de l'homme exceptionnellement graves » et un risque futur de « violence initiée par l'armée ».
Le 27 février 2021,  Kyaw Moe Tun, ambassadeur de la Birmanie à l'ONU, rompt avec le nouveau pouvoir, appelle à la libération des dirigeants élus et au retour de la démocratie.
Le  21 mars 2021, EDF suspend son projet de barrage de 671MW dans l'état Shan, dans le cadre d'un consortium avec deux autres sociétés, japonaise et birmane.
À la suite des massacres perpétrés par l'armée fin mars 2021 ayant conduit à la mort d'au moins 100 personnes, dont plusieurs par balles de tireur d'élite dans la tête, les chefs d’état-major des armées de l’Australie, du Canada, de l’Allemagne, de l’Italie, du Japon, des Pays-Bas, de la Nouvelle-Zélande, de la Corée du Sud, du Royaume-Uni, du Danemark, de la Grèce et des États-Unis ont signé une déclaration commune condamnant l'« usage de la force létale contre des gens non armés par les militaires du Myanmar et les services de sécurité qui leur sont associés ».
Le 24 avril 2021, une réunion de crise de l'ASEAN s'est tenue à Djakarta en présence de Min Aung Hlaing. Le président indonésien  Joko Widodo a  appelé la junte militaire à mettre fin à la répression et à restaurer la démocratie, cependant que le Premier ministre singapourien, Lee Hsien Loong a réclamé la libération d'Aung San Suu Kyi.